# Гониометрия (математика)
Гониоме́трия — система и метод измерения углов между гранями кристаллов. С развитием рентгенографии этот метод потерял свою роль как основной в геометрической кристаллографии, однако он сохраняет своё значение в морфологии и теории роста кристаллов.
При классификации по кристаллическим системам и измерении внешней формы кристалла по гониометрии, совокупность возможных поверхностей оказывается той же и для гексагонального, и для тригонального кристалла. Поэтому некоторые авторы объединяют их в одну систему, что даёт в сумме 6 систем вместо 7.
Также гониометрией называют раздел тригонометрии, рассматривающий тригонометрические функции и соотношения между ними.